# Försäkringsbolaget Göta
För andra betydelser, se Göta.
Försäkringsbolaget Göta var ett 1876 som länsförsäkringsbolag grundat försäkringsbolag.
Det ombildades 1907 och 1914 till bolag med verksamhet i hela Sverige, och med huvudkontor i Stockholm. Försäkringsbolaget uppgick senare i Vegete-bolagen, tillsammans med Sjö- och brandförsäkrings AB, Svenska Veritas, Försäkringsbolaget Liv-Göta och Försäkringsbolaget Tor.
Vegete-bolagen fusionerade 1985 med ett flertal andra och bildade koncernen Wasa, som 1998 fusionerade med Länsförsäkringar och blev involverade i Förenade Liv.